# IC 1504
IC 1504 ist eine Spiralgalaxie vom Hubble-Typ Sb im Sternbild Fische auf der Ekliptik. Sie ist schätzungsweise 286 Millionen Lichtjahre von der Milchstraße entfernt.
Das Objekt wurde am 19. August 1892 von Stéphane Javelle entdeckt.